# Ziemia obiecana (série télévisée)
Pour les articles homonymes, voir Ziemia obiecana.
Ziemia obiecana est une série polonaise réalisée par Andrzej Wajda basée sur le film à succès du même titre, tirée du roman de Władysław Reymont et diffusée à partir du 21 mai 1978.

## Distribution
- Daniel Olbrychski – Karol Borowiecki
- Wojciech Pszoniak – Moryc Welt
- Andrzej Seweryn – Maks Baum
- Anna Nehrebecka – Anka
- Tadeusz Białoszczyński – Père de Karol
- Andrzej Szalawski- Herman Buchholz
- Jadwiga Andrzejewska – Madame Buchholz
- Franciszek Pieczka – Muller
- Bożena Dykiel – Mada Muller
- Danuta Wodyńska – Madame Muller
- Zbigniew Zapasiewicz – Kessler
- Jerzy Nowak – Zucker
- Kalina Jędrusik – Lucy Zucker
- Piotr Fronczewski – Horn
- Jerzy Zelnik – Stein
- Grażyna Michalska – Zośka
- Halina Gryglaszewska – mère de Zośka
- Maciej Góraj – Adam Malinowski, frère de Zośka
- Stanisław Igar – Grunspan
- Marek Walczewski – Bum–Bum
- Emilia Krakowska – Gitla
- Lidia Korsakówna
- Bernard Ładysz
- Bogusław Sochnacki